# Receptor 5-HT7
O receptor 5-HT 7 é um membro da superfamília GPCR de receptores de superfície celular e é ativado pelo neurotransmissor serotonina (5-hidroxitriptamina, 5-HT) O receptor 5-HT 7 é acoplado a proteína G (estimula o produção da molécula de sinalização intracelular cAMP) e está presente em uma variedade de tecidos humanos, particularmente no cérebro, no trato gastrointestinal e em vários vasos sanguíneos. Este receptor tem sido alvo de desenvolvimento de fármacos para o tratamento de diversas desordens clínicas. O receptor 5-HT 7 é codificado pelo gene HTR7, que em humanos é transcrito em 3 variantes de splicing diferentes.

## Função
Quando o receptor 5-HT 7 é ativado pela serotonina, ele desencadeia uma cascata de eventos começando com a liberação da proteína G estimulante (Gs) do complexo GPCR. Gs, por sua vez, ativa a adenilato ciclase, que aumenta os níveis intracelulares do segundo mensageiro, cAMP .
O receptor 5-HT 7 desempenha um papel no relaxamento do músculo liso no tecido vascular e no trato gastrointestinal. As maiores densidades de receptores 5-HT 7 estão no tálamo e no hipotálamo, e está presente em densidades mais altas também no hipocampo e no córtex. O receptor 5-HT 7 está envolvido na termorregulação, ritmo circadiano, aprendizado,  memória e sono. Os receptores 5-HT 7 periféricos estão localizados nos nervos entéricos; altos níveis de fibras nervosas mucosas que expressam o receptor 5-HT 7 foram observados no cólon de pacientes com síndrome do intestino irritável. Um papel essencial do receptor 5-HT 7 na hiperalgesia intestinal foi demonstrado em modelos de camundongos com hipersensibilidade visceral, dos quais um novo antagonista do receptor 5-HT 7 administrado por via oral reduziu os níveis de dor intestinal. Especula-se também que esse receptor possa estar envolvido na regulação do humor, sugerindo que pode ser um alvo útil no tratamento da depressão.

## Variantes
Três variantes de splicing foram identificadas em humanos (designadas h5-HT 7(a), h5-HT 7(b) e h5-HT 7(d)), que codificam receptores que diferem em seus terminais carboxi. O h5-HT 7(a) é o receptor de comprimento total (445 aminoácidos), enquanto o h5-HT 7(b) é truncado no aminoácido 432 devido ao local doador de splicing alternativo. O h5-HT 7(d) é uma isoforma distinta do receptor: a retenção de um cassete de exon na região que codifica o terminal carboxila resulta em um receptor de 479 aminoácidos com um terminal c marcadamente diferente do h5-HT 7( a). Uma variante de splicing de 5-HT 7(c) é detectável em tecido de rato, mas não é expressa em humanos. Por outro lado, os ratos não expressam uma variante de splicing homóloga ao h5-HT 7(d), pois o gene 5-HT 7 do rato não possui o éxon necessário para codificar essa isoforma. As afinidades de ligação à droga são semelhantes nas três variantes de splicing humano; no entanto, as eficácias dos agonistas inversos parecem diferir entre as variantes de splicing.

## Descoberta
Em 1983, foi encontrada pela primeira vez a evidência de um receptor semelhante ao 5-HT 1. Dez anos depois, o receptor 5-HT 7 foi clonado e devidamente categorizado. Desde então, ficou claro que o receptor descrito em 1983 é o 5-HT 7.

## Ligantes
Numerosos ligantes ortostéricos de afinidade moderada a alta são conhecidos. Ligantes com tendência de sinalização foram descobertos e desenvolvidos em 2018.

### Agonistas
Os agonistas imitam os efeitos do ligante endógeno, que é a serotonina no receptor 5-HT 7 (↑cAMP).
- 5-Carboxamidotryptamine (5-CT)
- 5-methoxytryptamine (5-MT, 5-MeOT)
- 8-OH-DPAT
- Aripiprazol (fraco agonista parcial)[14]
- AS-19
- E-55888[15]
- E-57431[16]
- LP-12 (4-(2-Diphenyl)-N-(1,2,3,4-tetrahydronaphthalen-1-yl)-1-piperazinehexanamide)
- LP-44 (4-[2-(Methylthio)phenyl]-N-(1,2,3,4-tetrahydro-1-naphthalenyl)-1-piperazinehexanamide)
- LP-211
- MSD-5a[17]
- Nω-Metilserotonina[18]
- N-(1,2,3,4-Tetrahydronaphthalen-1-yl)-4-aryl-1-piperazinehexanamides (pode funcionar como agonista ou antagonista, dependendo da substituição da cadeia lateral)[19][20]
- N,N-Dimethyltryptamine
- AGH-107 (solúvel em água, penetrável na barreira hematoencefálica e agonista completo) [21]
- AH-494 (3-(1-ethyl-1H-imidazol-5-yl)-1H-indole-5-carboxamide) [22]
- AGH-192 (disponível oralmente, solúvel em água, penetrável na barreira hematoencefálica e agonista completo)[23]

### Antagonistas
Antagonistas neutros (também conhecidos como antagonistas silenciosos) ligam-se ao receptor e não possuem atividade intrínseca, mas bloqueiam a atividade de agonistas ou agonistas inversos. Os agonistas inversos inibem a atividade constitutiva do receptor, produzindo efeitos funcionais opostos aos agonistas (no receptor 5-HT 7: ↓cAMP). Antagonistas neutros e agonistas inversos são normalmente referidos coletivamente como "antagonistas" e, no caso do receptor 5-HT 7, a diferenciação entre antagonistas neutros e agonistas inversos é problemática devido aos diferentes níveis de eficácia do agonista inverso entre as variantes de splicing do receptor. Por exemplo, mesulergina e metrogolina são relatados como antagonistas neutros nas isoformas dos receptores h5-HT 7(a) e h5-HT 7(d), mas essas drogas exibem efeitos agonistas inversos marcantes na variante de splicing h5-HT 7(b).
- 3-{4-[4-(4-chlorophenyl)-piperazin-1-yl]-butyl}-3-ethyl-6-fluoro-1,3-dihydro-2H-indol-2-one[26]
- Amissulprida[27]
- Amitriptilina
- Amoxapina
- Brexpiprazol
- Clomipramina
- Clozapina
- CYY1005 (um altamente seletivo antagonista do receptor 5-HT7) [28]
- DR-4485
- EGIS-12233 (mixed 5-HT6/5-HT7 antagonist)
- AVN-101 (mixed 5-HT6/5-HT7 antagonist) [29]
- Flupenazina
- Fluperlapina
- ICI 169,369
- Imipramina
- JNJ-18038683
- Loxapina
- Lurasidona
- LY-215,840
- Maprotilina
- Mesulergina
- Mianserina
- Olanzapina
- Pimozida
- RA-7 (1-(2-diphenyl)piperazine)[30]
- Ritanserina
- SB-258,719[31][32][33]
- SB-258741[33]
- SB-269970 (altamente seletivo com o receptor 5-HT7)[34]
- SB-656104-A[35]
- SB-691673[31]
- Sertindol
- Espiperona
- Tenilapine
- TFMPP
- Vortioxetina
- Trifluoperazina
- Ziprasidona
- Zotepina

#### Antagonistas de inativação
Os antagonistas de inativação são antagonistas não competitivos que tornam o receptor persistentemente insensível ao agonista, o que se assemelha à dessensibilização do receptor. A inativação do receptor 5-HT 7, no entanto, não surge dos mecanismos classicamente descritos de dessensibilização do receptor via fosforilação do receptor, recrutamento de beta-arrestina e internalização do receptor. Todos os antagonistas inativadores provavelmente interagem com o receptor 5-HT 7 de maneira irreversível/pseudo-irreversível, como é o caso da [3H]risperidona.
- Bromocriptina[38]
- Lisurida[38]
- Metergolina[38]
- Metitepina[37]
- Paliperidona[37]
- Risperidona[37]